# Македонский, Константин Константинович
Константин Константинович Македонский (27 июня 1838 — после 1905) — русский военный деятель, генерал от инфантерии (1905), военный юрист, в разные года занимавший должности прокурора, судьи и председателя ряда военно-окружных судов. 

## Биография
Из дворян Екатеринославской губернии. Окончил Петровский Полтавский кадетский корпус, после чего получил там же дополнительную подготовку, как военный артиллерист. Начал службу прапорщиком артиллерии в 1859 году, выдвинулся благодаря своим способностям (в 1864 году был особо отмечен за отличную стрельбу) и в 1865 году переведён в Кронштадт, имевший высокое военно-стратегическое значение, где служил в крепостной артиллерии. В 1869 году повторно особо отмечен за отличие в службе. В 1872 году окончил Военно-юридическую академию. Во время Русско-Турецкой войны 1877—78 годов был помощником прокурора действующей армии. По окончании войны, в 1878—1884 служил судьёй в Казанском военно-окружном суде, в 1884—1889 — в Московском военно-окружном суде, генерал-майор (1888). В 1889—1892 году служил прокурором Омского военно-окружного суда, в 1892—98 — председателем Туркестанского военно-окружного суда, в 1898—1905 годах — председателем Кавказского военно-окружного суда (к тому времени уже имел чин генерал-лейтенанта). На фоне событий революции 1905 года, отмеченной бурными событиями на Кавказе, в 1905 году вышел в отставку с чином генерала от инфантерии.
В браке имел двух сыновей и двух дочерей. 
Дальнейшая судьба неизвестна.

## Награды
- Орден Святого Владимира 3 степени.
- Орден Святой Анны 1 степени.
- Орден Святой Анны 2 степени.
- Орден Святой Анны 3 степени.
- Орден Святого Станислава 1 степени.
- Орден Святого Станислава 2 степени.
- Орден Святого Станислава 3 степени.

## Сочинения К.К. Македонского
- Македонский, Константин Константинович (1838-). Права и обязанности подсудимого пред военным судом, по Уставу военно-судебному, объявленному в приказах по Военному ведомству: 1883 г. № 84, 1884 г. № 83 и 1885 г. № 178 : Практ. руководство для подсудимых, их защитников, нач. и чинов Воен.-судеб. ведомства / Сост. полк. Македонский. - Москва : тип. А.И. Мамонтова и К°, 1886. - [2], IV, 113 с.; 21.